# Anisodes acomposthena
Anisodes acomposthena là một loài bướm đêm trong họ Geometridae.